# Nen prodigi

El director d'orquestra argentí Daniel Barenboim, als 11 anys, amb l'Orquestra simfònica de Gadna i el director Moshe Lustig, Israel 1953

Un nen o nena prodigi és un infant que a una edat precoç domina una o diverses disciplines al nivell d'un adult. Alguns dels camps més comuns en els que apareixen nens prodigi són la matemàtica, els escacs, les arts, i la música, entre altres activitats.
Alguns exemples d'extraordinaris nens prodigi serien en Wolfgang Amadeus Mozart en música, Judit Polgár en escacs, Shakuntala Devi, Carl Friedrich Gauss i John von Neumann en matemàtica, Pablo Picasso en art, i Saul Kripke en filosofia. Hi ha certa controvèrsia pel que fa a quina és l'edat estàndard per sota de la qual hom pot aplicar realment el concepte de nen prodigi amb relació a una persona determinada.
En alemany i en anglès es fa servir de vegades el terme alemany Wunderkind (combinació de Wunder (miracle, o meravella) i Kind (infant) com a sinònim de nen prodigi, tot i que se'n desaconsella l'ús en bibliografia científica. El terme s'aplica també a adults que assoleixen l'èxit al començament de les seves carreres professionals, com ara en els casos de Steven Spielberg, Steve Jobs, Shirley Temple, o Fred Goodwin.